# Európai homár

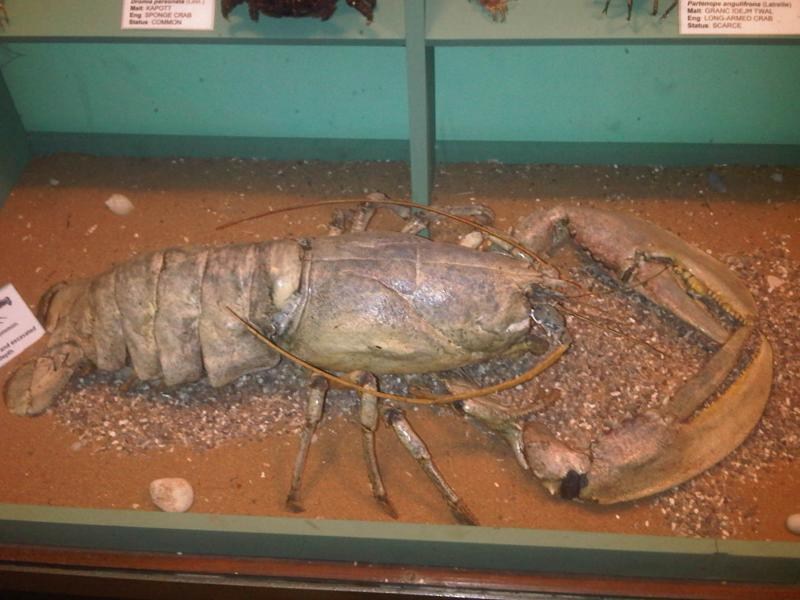
Európai homár a máltai Vilhena Palace-hoz tartozó National Museum of Natural History-ban

Az európai homár (Homarus gammarus) a felsőbbrendű rákok (Malacostraca) osztályának tízlábú rákok (Decapoda) rendjébe, ezen belül a Nephropidae családjába tartozó faj.
A Homarus ráknem típusfaja.

## Előfordulása
Az európai homár Európa, Észak- és Nyugat-Afrika szinte valamennyi sziklás partjánál megtalálható, az Atlanti-óceánban, a Földközi-tengerben és az Északi-tengerben is. Mivel kedvelt és drága csemege, nagy mennyiségben fogják ki. Bár már nem annyira elterjedt, mint korábban, mégsem tűnik veszélyeztetettnek.

## Megjelenése
Az európai homár hossza elérheti az 50 centimétert. Testtömege rendszerint 4,5 kilogrammig terjed, kivételes esetekben elérheti a 6,5 kilogrammot is. Teste tizenkilenc szelvényből áll, mindegyiket a páncél egy része borítja. Testének színe kékesszürke. A páncél a kapcsolódó részeknél vékony és puha, így a homár be tudja hajlítani őket és ezáltal tud mozogni. A homárnak öt pár ízelt végtagja van, melyekből négyet járásra használ. A masszív mellső párral (olló) öli meg és darabolja fel a zsákmányát. A 2. és a 3. pár járólábon csupán apró ollók vannak. A lábakon, csápokon és páncélon milliónyi szőrszerű érzékelő van. Ezek észlelik a vízben a kémiai anyagokat és segítenek a homárnak a táplálékkeresésben. Szeme összetett. Ha elveszíti egyik végtagját, a hiányzó végtag idővel visszanő. Potrohának végén széles faroklegyező helyezkedik el.
|  |

## Életmódja
Az európai homár magányos, és éjjel aktív. 25 méter mélységtől lefelé található, sziklás tengerfenéken, üregekben és sziklahasadékokban, melyeket ki is épít, és napközben vagy a vedlési időszakban ott rejtőzködik. Télen az állat nagyobb mélységbe húzódik le. Tápláléka elhullott rákok, csigák, kagylók, tüskésbőrűek és halak. A vedlés során lecserélt páncélt is megeszi. Az európai homár 20 évig is élhet.

## Szaporodása
Az ivarérettséget 5-6 éves korban éri el. A párzási időszak nyáron van. A nőstény akár 150 000 petét is rakhat. A petéket a farka alatt hordozza. A kifejlődéshez 9-12 hónap kell, hogy elteljen. A lárvák hossza 1 centiméter. Kikelésük után a lárvák felmennek a víz felszínére és az első három hétben az áramlattal sodródnak.